# Refrigeració de motors
La refrigeració de motors és el procés de refrigerar un motor mitjançant aire o un líquid.
Quan els motors generen energia mecànica també generen calor sobrant, ja que no són perfectament eficients. Tot i que en la majoria de motors de combustió interna una part de la calor sobrant marxa amb els gasos d'escapament, i que s'aprofita també per a escalfar l'habitacle, cal refrigerar-los per evitar que la temperatura arribi a un punt que pugui malmetre el motor o fer inútils els lubricants.
Normalment, aquesta refrigeració es realitza mitjançant un radiador; la calor sobrant passa al líquid de refrigeració (habitualment aigua) de l'interior, el qual el cedeix a l'aire de l'exterior, més fred.